# Ingenieurs Bureau voor Bouwnijverheid

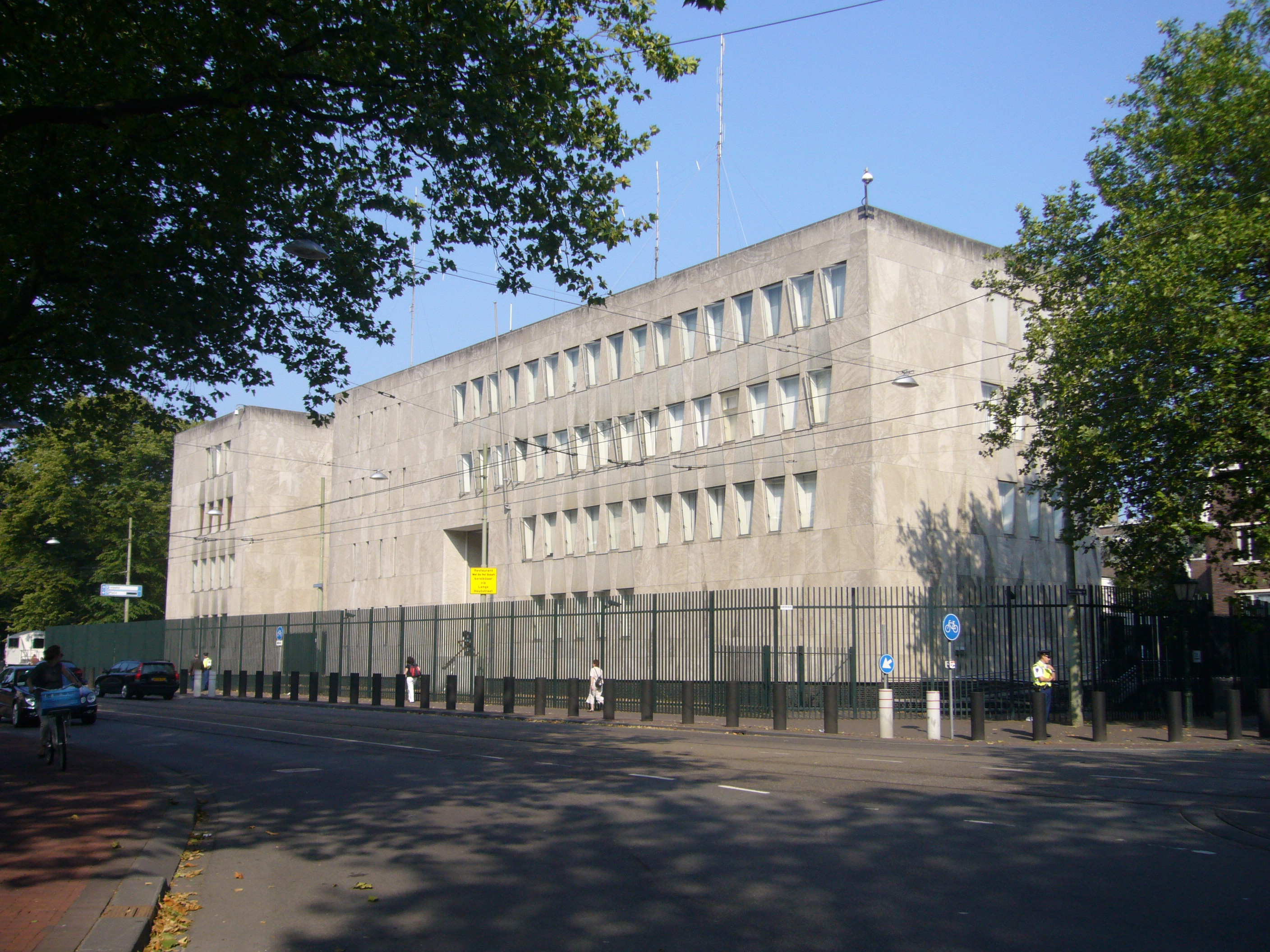
Amerikaanse ambassade

Het Ingenieurs Bureau voor Bouwnijverheid (IBB) was een Nederlands bouwbedrijf.
IBB werd in 1925 opgericht door ir. M. Elion. Oorspronkelijk zetelde het aan de Duinweg te Den Haag, om in 1931 te verhuizen naar de Hoge Morsweg te Oegstgeest. Vanaf 1966 was het bedrijf gesitueerd in Leiden nadat het gebied rondom de Hoge Morsweg bij deze gemeente werd gevoegd.
Tot de belangrijkste opdrachten van het bedrijf behoorden:
- Het Nederlands paviljoen op de Wereldtentoonstelling van 1937 te Parijs.
- Het KLM-gebouw aan de Raamweg te Amsterdam (1938)
- De Amerikaanse ambassade aan de Lange Voorhout te Den Haag (1957)

In 1962 ging men een licentie-overeenkomst aan met de Zwitserse aannemer Losinger A.G. inzake voorgespannen beton en de bouw van compleet ingerichte fabrieken. In 1969 fuseerde IBB met Aanneming-maatschappij De Kondor tot IBB-Kondor.